# Delta Deep
Delta Deep ist eine britische Bluesrock-Band, die von Sängerin Debbi Blackwell-Cook gemeinsam mit dem Gitarristen der Hardrock-Band Def Leppard, Phil Collen, 2013 gegründet wurde.

## Geschichte
Phil Collen, der vor allem als Leadgitarrist von Def Leppard, aber auch mit seiner Gruppe Man Raze Bekanntheit erlangte, lernte 2010 Debbi Blackwell-Cook kennen, die auch die Patentante seiner Ehefrau Helen ist. Nachdem beide erkannt hatten, dass sie gemeinsame musikalische Interessen hatten, beteiligte sich Blackwell-Cook 2012 an den Aufnahmen zur Single von Take on the World, die Teil des Soundtracks zum Film The Showdown: I, Super Biker II war. Ein Jahr später veröffentlichte die Gruppe ihre EP I Surrender, auf der Blackwell-Cook an den Liedern I Surrender und All I Wanna Do beteiligt war.
Ab 2013 schrieben Phil und Helen Collen zusammen mit Blackwell-Cook gemeinsam Songs für ein Blues-Album, das sie in Collens eigenem Studio aufnehmen wollten. Der Gitarrist gewann dafür die Dienste des Schlagzeugers Forrest Robinson, der unter anderem mit India.Arie und Joe Sample gearbeitet hatte. Mit dem Bassisten der Band Stone Temple Pilots, Robert DeLeo, wurde die Gruppe komplettiert, sodass auch Live-Auftritten nichts mehr im Wege stand.
Die Gruppe beendete die Arbeit am Album, das am 23. Juni 2015 erschien. Neben Collens Bandkollegen Simon Laffy und Paul Cook, die beide beim Titel Black Coffee zu hören sind, beteiligten sich auch Whitesnake-Gründer und -Sänger David Coverdale sowie Joe Elliot für jeweils einen Song (Private Number und Mistreated) an den Aufnahmen.

## Diskografie
- 2015: Delta Deep (Album, Mailboat Records)